# لیگ فوتبال استان خراسان جنوبی
لیگ استان خراسان جنوبی بالاترین سطح فوتبال در استان خراسان جنوبی می‌باشد که در پنجمین سطح از فوتبال ایران و بعد از لیگ دسته سوم فوتبال ایران قرار دارد. قهرمان این جام به مسابقات کشوری لیگ دسته سوم فوتبال ایران راه می‌یابد و جواز حضور در جام حذفی را کسب می‌کند.
آقای گل این لیگ در سال ۲۰۲۱ روحاالله نهتانی صدر شد
قهرمان این لیگ در سال ۱۳۹۹ تیم شهرداری اسدیه شد
این مسابقات بخشی از برنامه ویژه آسیا است.

## نحوه برگزاری
مسابقات در یک مرحله و بین ۶ تیم برگزار می‌شود. قهرمان لیگ به لیگ دسته سوم فوتبال ایران صعود می‌کنداین مسابقات هر سال توسط هیئت فوتبال استان خراسان جنوبی برگزار می‌شود.

## فصل ۹۷–۱۳۹۸
تیم‌های حاضر
- ایران جوان بیرجند
- طلای سرخ